# 1921 في فلسطين الانتدابية
أحداث عام 1921 في الانتداب البريطاني على فلسطين.

## أصحاب المناصب
- المفوض السامي - السير هربرت لويس صموئيل
- أمير شرق الأردن - عبد الله بن الحسين من 11 نيسان
- رئيس وزراء شرق الأردن - رشيد طليع من 11 نيسان حتى 15 آب. مظهر رسلان

## الأحداث
- 12 آذار/ مارس- بدء مؤتمر القاهرة الذي وافق على فصل إدارة شرق الأردن عن إدارة فلسطين.
- 11 نيسان/ أبريل- إنشاء إمارة شرق الأردن، التي لا تزال جزءًا من الانتداب البريطاني على فلسطين.
- 1 مايو- 7 مايو- أعمال الشغب في يافا: أدت أعمال الشغب في يافا إلى مقتل 47 يهوديًا (بمن فيهم الكاتب يوسف حاييم برينر) و48 عربيًا.
- 25 يونيو- عقد المؤتمر العربي الفلسطيني الرابع في القدس.
- تشرين الأول (أكتوبر) - لجنة التحقيق هايكرافت تنشر النتائج التي توصلت إليها بشأن أحداث الشغب في يافا في العام السابق.

### تواريخ غير معروفة
- تأسيس جمعية الكتاب العبريين في أرض إسرائيل على يد حاييم نحمان بياليك.
- تأسيس كيبوتس تل يوسف من قبل أعضاء جدود هافودا، على اسم جوزيف ترومبلدور.
- تأسيس الكيبوتس عين حرود من قبل رواد العليا الثالثة.
- تأسيس موشاف نهلال من قبل رواد العليا الثانية والثالثة.
- تأسيس موشافا رمات غان.

## المواليد
- 6 كانون الثاني (يناير): حاييم كورفو، سياسي إسرائيلي (توفي عام 2015)
- 16 يناير - شموئيل توليدانو، سياسي إسرائيلي وضابط في الموساد (توفي عام 2022)
- 17 كانون الثاني (يناير) - دان تولكووسكي، ضابط عسكري إسرائيلي، وقائد سلاح الجو الإسرائيلي، وصاحب رأس مال.
- 17 كانون الثاني (يناير) - حقق الطيار الحربي الإسرائيلي مودي ألون، الذي قاد أول سرب مقاتل إسرائيلي، أول انتصار جوي لسلاح الجو الإسرائيلي (توفي عام 1948)
- 17 آذار (مارس) - مئير عميت، سياسي إسرائيلي وجنرال وضابط مخابرات (توفي عام 2009)
- 18 مارس - جوزيف تابينكين، القائد العسكري الإسرائيلي (توفي عام 1987)
- 9 نيسان - إسحاق نافون، الرئيس الخامس لإسرائيل (توفي عام 2015)
- 26 آب/أغسطس - شيمشون أميتسور، عالم رياضيات إسرائيلي (توفي عام 1994)
- 15 سبتمبر - موشيه شامير، كاتب وكاتب مسرحي وكاتب رأي وشخصية إسرائيليّة (توفي 2004).
- 21 أيلول- يهوشافت هركبي، ضابط المخابرات العسكرية الإسرائيلية وأستاذ العلاقات الدولية (توفي 1994).
- 18 تشرين الثاني (نوفمبر) - باروخ بن حاييم، حاخام سفاردي، كبير حاخامات الجالية اليهودية السورية في بروكلين لمدة 55 عامًا (توفي عام 2005).
- 2 تشرين الأول - يسرائيل بيليد، سياسي إسرائيلي، العمدة الثاني لرامات غان (توفي عام 2016).
- التاريخ الكامل غير معروف
  - عاموس هاكام، عالم الكتاب المقدس الإسرائيلي (توفي عام 2012).

## الوفيات
- 2 مايو - تُوفي يوسف حاييم برينر (مواليد 1881) يهودي فلسطيني روسي المولد. مؤلف باللغة العبرية، من رواد الأدب العبري الحديث.
- 5 مايو - قُتل أفشالوم جيسين (مواليد 1896)، ناشط صهيوني ومحارب قديم في الجيش العثماني، وهو يدافع عن بيتاح تكفا خلال أعمال الشغب في فلسطين عام 1921.